# Cantó de Bolonha de Gessa
El cantó de Bolonha de Gessa és un cantó francès del departament de l'Alta Garona, a la regió d'Occitània. Està inclòs al districte de Sent Gaudenç, està format per 24 municipis i el cap cantonal és Bolonha de Gessa.

## Municipis
- Bolonha de Gessa
- Blajan
- Era Arròca
- Escanacraba
- Cardelhac
- Pegulhan
- Montmaurin
- Charlàs
- Siadors
- Saman
- Gençac de Bolonha
- Sent Pèr deth Bòsc
- Sent Lari e Bojan
- Nisan de Gessa
- Era Espuga
- Mondilhan
- Sarremesan
- Montgalhard de Sava
- Sarracauva
- Lunats
- Nenigan
- Casterar e Vinhòlas
- Sent Harriòu
- Sent Lop de Comenge